# Мор, Якоб

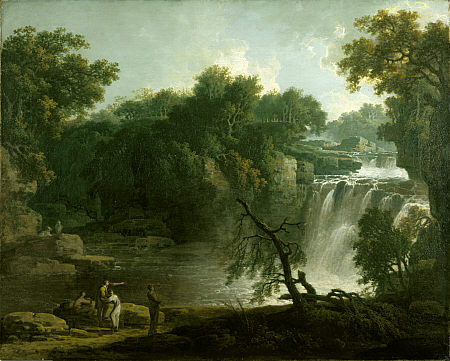

Якоб Мор (англ. Jacob More, 1740, Эдинбург — 1 октября 1793, Рим) — шотландский художник-пейзажист.

## Биография
Сын эдинбургского торговца. В начале был учеником ювелира, затем с 1766 года стал изучать ландшафтную и декоративную живопись в мастерской Джеймса Нори. В 1760-е годах создал многочисленные пейзажи шотландской низменности. Эти картины сейчас рассматриваются, как первая серьëзная художественная интерпретация шотландского пейзажа, так как полотна предыдущих художников были, по существу, носили характер топографических изображений.
В 1769 году работал художником в Королевском театре в Эдинбурге. В 1791 г. Якоб Мор переехал в Рим, где провёл большую часть часть своей жизни.
Став популярным в Италии художником-пейзажистом, соперничал с Якобом Хаккертом. Тесная дружба связывала его с Алланом Рэмзи.
В Риме он пользовался высокой репутацией, и получил заказ на проектирование сада Виллы Боргезе в английском ландшафтном стиле.
В 1780-х годах экспонировал свои итальянские пейзажи в Королевской Академии художеств в Лондоне.